# Lampranthus macrocarpus
Lampranthus macrocarpus är en isörtsväxtart som först beskrevs av Ernst Friedrich Berger, och fick sitt nu gällande namn av Nicholas Edward Brown. Lampranthus macrocarpus ingår i släktet Lampranthus och familjen isörtsväxter. Inga underarter finns listade i Catalogue of Life.